# 체르마트 5대 호숫길

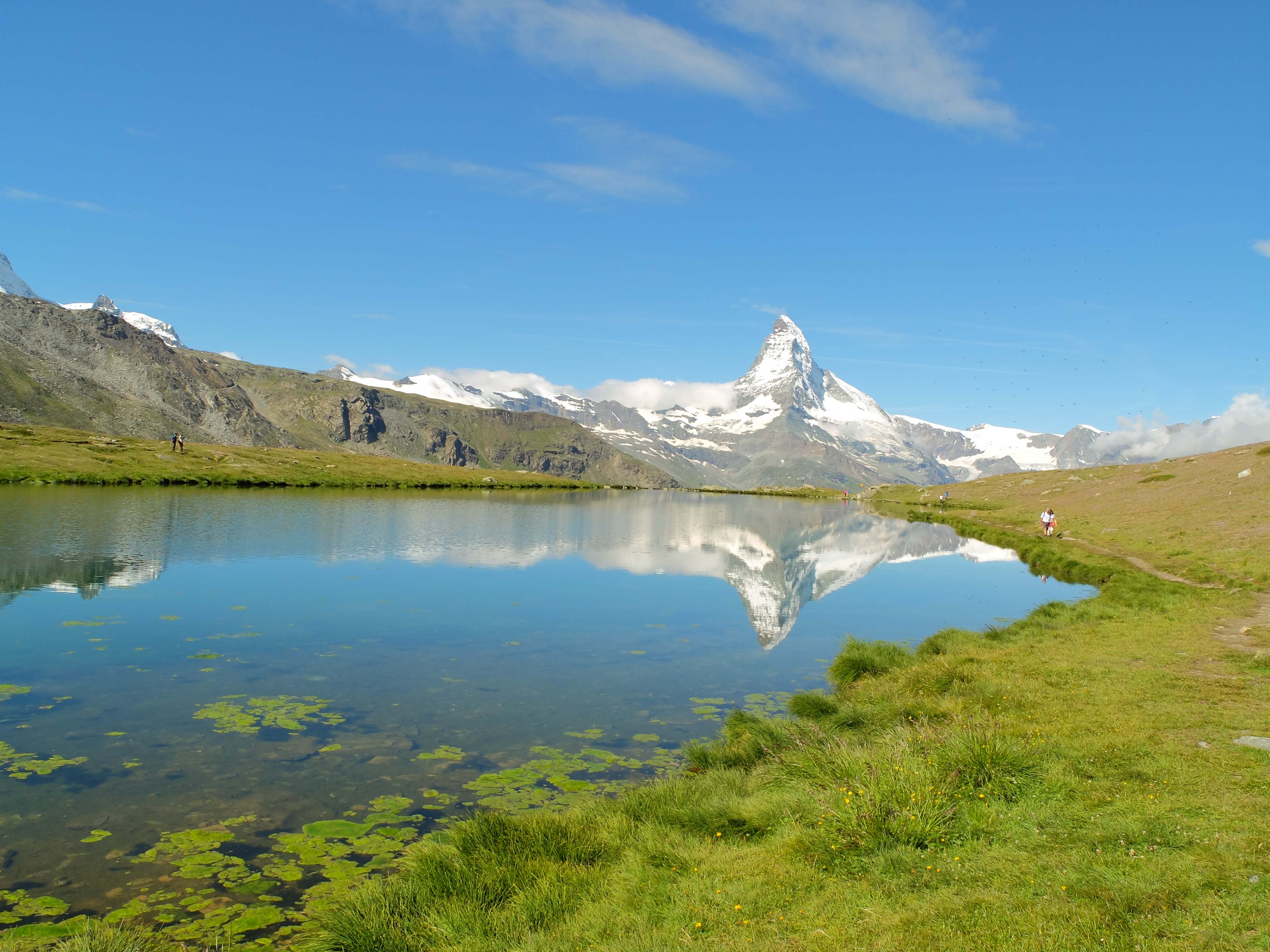
마테호른과 그림자가 반사되는 슈텔리호

발레 알프스의 스위스 하이킹 루트 186(269개의 로컬 루트 중 하나)은 체르마트 5대 호숫길이라고 한다.

## 개요
하이킹 코스는 스위스 발레주의 체르마트 위의 블라우헤르트 산정 역(해발 2,578m, 케이블카로 접근 가능)에서 시작하여 핀델알프를 거쳐 다섯 개의 호수를 지나 수네가 케이블카의 계곡 역(해발 2,288m)까지 이어진다. 또한 체르마트 케이블카의 최고 역이기도 하다.
그 결과 하강 540m, 상승 260m로 9km의 거리가 된다. 2시간 35분의 도보 시간이 주어진다. 다음 호수를 지나게 된다.
- 슈텔리호 (Stellisee, 해발 2,538m)
- 그린티호 (Grindjesee, 해발 2,334m)
- 그륀호 (Grüensee, 해발 2,300m)
- 모스예호 (Mossjesee, 해발 2,139m)
- 라이호 (Leisee, 해발 2,232m)

## 변동
슈텔리호에서 베르크하우스 플루알프 (레스토랑 해발 2,317m)로 우회하는 것이 가능하다.
그뤼엔호를 지나면 체 제프이넨 근처의 베르크휘스 그륀호에 도달한다. 여기에서 표시된 하이킹 코스를 따라 그르너그라트 철도의 리펠알프 역(해발 2,211m)으로 이동하여 체르마트로 이동한다.
빌 근처의 가장 낮은 지점에서 체르마트(고도 440미터 하강)까지 하이킹 코스가 표시된다.